# マリオ・ベルティ
マリオ・ベルティ (Mario Berti、1881年1月3日 - 1964年) は、イタリアの軍人（将官）。最終階級は陸軍大将。

## 軍歴

### 第一次世界大戦
1881年、軍港ラ・スペツィア近辺に居住する上位中産階級の家庭に生まれる。生家のベルティ家はピストイアの地主で、平民ながら家柄と経済力のある一家であった。父の代にリソルジメントでジュゼッペ・ガリバルディの千人隊に参加し、その功績を背景に素封家としての地位を得たとされている。
士官の道を選び、第一次世界大戦時には陸軍の青年将校としてリビア方面軍の指揮に関わっていたが、参戦に伴いトレンティーノ地方へ転属となった。アジアーゴの戦いでのオーストリア軍の攻勢に対して果敢に防戦し、同盟国イギリスから殊功勲章（DSO）を授与されている。大戦後、第9自動車化師団『パスビオ』（英語版）、第3自動車化師団『アオスタ侯アメデオ皇太子』（英語版）など自動車化部隊の師団長を務めた。
ファシスト党政権がスペイン内戦への介入を決定すると、マリオ・ロアッタ陸軍大将の副官としてイタリア義勇軍団（Corpo Truppe Volontarie、CTV部隊）の副司令官として従軍した。1938年3月7日、ベルティ率いるCTV部隊はアラゴン攻勢（英語版）でエンリケ・リステルら政府軍と国際旅団に圧勝し、グアダラハラでの汚名を雪ぐ功績を残した。フランコ総統からも信頼を得てCTV部隊の後任司令官に昇格、1939年からはCTV部隊の上位部隊として編成された伊第15軍団の軍団長も務めている。

### 第二次世界大戦
二度目の大戦では再びリビア方面軍に配属され、方面軍を構成するフランス国境（アルジェリア）の伊第5軍（英語版）とイギリス国境（エジプト）の伊第10軍（英語版）の内、伊第10軍の軍司令官に任命された。ファシスト党政権が第二次世界大戦に参戦した時、陸軍はスペイン内戦で乏しい軍需物資を使い果たしており、悪路である北アフリカの砂漠戦での勝機は殆ど無かった。皮肉もベルティは自身の名望に繋がった戦いによって、不名誉な敗北へと向かう事となった。
物資が欠乏していた伊第10軍はアレクサンドリア前方のマルサ・マトルーにすら到達できず、ベルティはシディ・バラーニで陣地構築を開始して実質的に攻勢計画を中断した（エジプト遠征）。また砂漠で熱病を患った事を理由に指揮権を軍団・師団指揮官らに移譲しており、開戦に反対論が強かった軍部でも「熱病による指揮権移譲」は負け戦を恐れてのサボタージュではないかとの批判が行われ、陸軍参謀総長兼リビア方面軍司令官ロドルフォ・グラツィアーニ陸軍元帥もベルディを「臆病者」と痛罵する言葉を残している。真実は定かではないが最終的にベルティは指揮官を解任され、配下のジュゼッペ・テレーラ陸軍中将が軍司令官代理となった。
やがて反撃に移った英軍の機械化部隊に徒歩部隊中心の伊軍はあえなく包囲殲滅され、ベルティが前線に戻った時には既に伊第10軍は壊滅していた（コンパス作戦）。この際、自身の代理で軍司令官を務めていたテレーラ中将が伊第10軍と運命を共にする道を選び、ベタフォムの戦いで戦死した事も一層に立場を悪くした。上官のグラツィアーニ元帥の様に退役はしなかったが、軍の要職からは遠ざけられた。1943年9月8日、イタリア王国の休戦派が連合国との講和を宣言すると、ベルティは正式に陸軍からの退役を声明した。
終戦後、グラツィアーニはRSI政府で国防大臣を務めた関係で戦犯として取り調べを受ける事となり、かつての部下としてベルティにも証言が求められた。ベルティはかつて自身を解任し、中傷までしたグラツィアーニの弁護に努め、私怨からの不利な証言などは一切行わなかった。裁判後は故郷のラスペツィアへ戻り、1964年に病没するまで同地で暮らした。